# 胡積學
胡積學（1441年—？年），字畏之，四川重慶府巴縣人，民籍。明朝政治人物。

## 生平
四川鄉試第二十五名舉人。成化十七年（1481年）中式辛丑科二甲第七十一名進士。

## 家族
曾祖胡朝舉；祖父胡叔琳；父胡應朝，母劉氏。